# Coupe des clubs champions européens de handball 1965-1966
Navigation
Coupe des clubs champions 1964-1965 Coupe des clubs champions 1966-1967
La Coupe des clubs champions européens 1965-1966 met aux prises 19 équipes européennes. Il s’agit de la 7e édition de la Coupe des clubs champions européens masculine de handball, organisée par la Fédération française de handball sous l'égide de la Fédération internationale de handball.
Le vainqueur est le club est-allemand du SC DHfK Leipzig, vainqueur en finale des hongrois du Budapest Honvéd.

## Participants
Dix-neufs club, dont pour la première fois un club bulgare, sont inscrits pour cette édition. Six d'entre eux doivent passer par un tour préliminaire et les trois équipes qualifiées retrouvent en huitièmes de finale les treize autres équipes :
| Deuxième tour | Deuxième tour | Deuxième tour | Deuxième tour | Deuxième tour | Deuxième tour | Deuxième tour | Deuxième tour | Deuxième tour | Deuxième tour | Deuxième tour | Deuxième tour | Deuxième tour | Deuxième tour | Deuxième tour | Deuxième tour | Deuxième tour | Deuxième tour | Deuxième tour | Deuxième tour | Deuxième tour | Deuxième tour | Deuxième tour | Deuxième tour | Deuxième tour | Deuxième tour | Deuxième tour | Deuxième tour | Deuxième tour | Deuxième tour |
| --- | --- | --- | --- | --- | --- | --- | --- | --- | --- | --- | --- | --- | --- | --- | --- | --- | --- | --- | --- | --- | --- | --- | --- | --- | --- | --- | --- | --- | --- |
| - Frisch Auf Göppingen : Champion d'Allemagne de l'Ouest - SC DHfK Leipzig : Champion d'Allemagne de l'Est - Aarhus KFUM : Champion du Danemark - Atlético de Madrid : Champion d'Espagne - SMUC Marseille : Champion de France 1965 - Fimleikafélag Hafnarfjarðar : Champion d'Islande - Handball Basket Dudelange : Champion du Luxembourg | - Frisch Auf Göppingen : Champion d'Allemagne de l'Ouest - SC DHfK Leipzig : Champion d'Allemagne de l'Est - Aarhus KFUM : Champion du Danemark - Atlético de Madrid : Champion d'Espagne - SMUC Marseille : Champion de France 1965 - Fimleikafélag Hafnarfjarðar : Champion d'Islande - Handball Basket Dudelange : Champion du Luxembourg | - Frisch Auf Göppingen : Champion d'Allemagne de l'Ouest - SC DHfK Leipzig : Champion d'Allemagne de l'Est - Aarhus KFUM : Champion du Danemark - Atlético de Madrid : Champion d'Espagne - SMUC Marseille : Champion de France 1965 - Fimleikafélag Hafnarfjarðar : Champion d'Islande - Handball Basket Dudelange : Champion du Luxembourg | - Frisch Auf Göppingen : Champion d'Allemagne de l'Ouest - SC DHfK Leipzig : Champion d'Allemagne de l'Est - Aarhus KFUM : Champion du Danemark - Atlético de Madrid : Champion d'Espagne - SMUC Marseille : Champion de France 1965 - Fimleikafélag Hafnarfjarðar : Champion d'Islande - Handball Basket Dudelange : Champion du Luxembourg | - Frisch Auf Göppingen : Champion d'Allemagne de l'Ouest - SC DHfK Leipzig : Champion d'Allemagne de l'Est - Aarhus KFUM : Champion du Danemark - Atlético de Madrid : Champion d'Espagne - SMUC Marseille : Champion de France 1965 - Fimleikafélag Hafnarfjarðar : Champion d'Islande - Handball Basket Dudelange : Champion du Luxembourg | - Frisch Auf Göppingen : Champion d'Allemagne de l'Ouest - SC DHfK Leipzig : Champion d'Allemagne de l'Est - Aarhus KFUM : Champion du Danemark - Atlético de Madrid : Champion d'Espagne - SMUC Marseille : Champion de France 1965 - Fimleikafélag Hafnarfjarðar : Champion d'Islande - Handball Basket Dudelange : Champion du Luxembourg | - Frisch Auf Göppingen : Champion d'Allemagne de l'Ouest - SC DHfK Leipzig : Champion d'Allemagne de l'Est - Aarhus KFUM : Champion du Danemark - Atlético de Madrid : Champion d'Espagne - SMUC Marseille : Champion de France 1965 - Fimleikafélag Hafnarfjarðar : Champion d'Islande - Handball Basket Dudelange : Champion du Luxembourg | - Frisch Auf Göppingen : Champion d'Allemagne de l'Ouest - SC DHfK Leipzig : Champion d'Allemagne de l'Est - Aarhus KFUM : Champion du Danemark - Atlético de Madrid : Champion d'Espagne - SMUC Marseille : Champion de France 1965 - Fimleikafélag Hafnarfjarðar : Champion d'Islande - Handball Basket Dudelange : Champion du Luxembourg | - Frisch Auf Göppingen : Champion d'Allemagne de l'Ouest - SC DHfK Leipzig : Champion d'Allemagne de l'Est - Aarhus KFUM : Champion du Danemark - Atlético de Madrid : Champion d'Espagne - SMUC Marseille : Champion de France 1965 - Fimleikafélag Hafnarfjarðar : Champion d'Islande - Handball Basket Dudelange : Champion du Luxembourg | - Frisch Auf Göppingen : Champion d'Allemagne de l'Ouest - SC DHfK Leipzig : Champion d'Allemagne de l'Est - Aarhus KFUM : Champion du Danemark - Atlético de Madrid : Champion d'Espagne - SMUC Marseille : Champion de France 1965 - Fimleikafélag Hafnarfjarðar : Champion d'Islande - Handball Basket Dudelange : Champion du Luxembourg | - Frisch Auf Göppingen : Champion d'Allemagne de l'Ouest - SC DHfK Leipzig : Champion d'Allemagne de l'Est - Aarhus KFUM : Champion du Danemark - Atlético de Madrid : Champion d'Espagne - SMUC Marseille : Champion de France 1965 - Fimleikafélag Hafnarfjarðar : Champion d'Islande - Handball Basket Dudelange : Champion du Luxembourg | - Frisch Auf Göppingen : Champion d'Allemagne de l'Ouest - SC DHfK Leipzig : Champion d'Allemagne de l'Est - Aarhus KFUM : Champion du Danemark - Atlético de Madrid : Champion d'Espagne - SMUC Marseille : Champion de France 1965 - Fimleikafélag Hafnarfjarðar : Champion d'Islande - Handball Basket Dudelange : Champion du Luxembourg | - Frisch Auf Göppingen : Champion d'Allemagne de l'Ouest - SC DHfK Leipzig : Champion d'Allemagne de l'Est - Aarhus KFUM : Champion du Danemark - Atlético de Madrid : Champion d'Espagne - SMUC Marseille : Champion de France 1965 - Fimleikafélag Hafnarfjarðar : Champion d'Islande - Handball Basket Dudelange : Champion du Luxembourg | - Frisch Auf Göppingen : Champion d'Allemagne de l'Ouest - SC DHfK Leipzig : Champion d'Allemagne de l'Est - Aarhus KFUM : Champion du Danemark - Atlético de Madrid : Champion d'Espagne - SMUC Marseille : Champion de France 1965 - Fimleikafélag Hafnarfjarðar : Champion d'Islande - Handball Basket Dudelange : Champion du Luxembourg | - Frisch Auf Göppingen : Champion d'Allemagne de l'Ouest - SC DHfK Leipzig : Champion d'Allemagne de l'Est - Aarhus KFUM : Champion du Danemark - Atlético de Madrid : Champion d'Espagne - SMUC Marseille : Champion de France 1965 - Fimleikafélag Hafnarfjarðar : Champion d'Islande - Handball Basket Dudelange : Champion du Luxembourg | - Fredensborg Ski-og Ballklubb : Champion de Norvège - Śląsk Wrocław : Champion de Pologne - Redbergslids IK Göteborg : Champion de Suède - Grasshopper Club Zurich : Champion de Suisse - HC Dukla Prague : Champion de Tchécoslovaquie - Rukometni klub Zagreb : Champion de Yougoslavie | - Fredensborg Ski-og Ballklubb : Champion de Norvège - Śląsk Wrocław : Champion de Pologne - Redbergslids IK Göteborg : Champion de Suède - Grasshopper Club Zurich : Champion de Suisse - HC Dukla Prague : Champion de Tchécoslovaquie - Rukometni klub Zagreb : Champion de Yougoslavie | - Fredensborg Ski-og Ballklubb : Champion de Norvège - Śląsk Wrocław : Champion de Pologne - Redbergslids IK Göteborg : Champion de Suède - Grasshopper Club Zurich : Champion de Suisse - HC Dukla Prague : Champion de Tchécoslovaquie - Rukometni klub Zagreb : Champion de Yougoslavie | - Fredensborg Ski-og Ballklubb : Champion de Norvège - Śląsk Wrocław : Champion de Pologne - Redbergslids IK Göteborg : Champion de Suède - Grasshopper Club Zurich : Champion de Suisse - HC Dukla Prague : Champion de Tchécoslovaquie - Rukometni klub Zagreb : Champion de Yougoslavie | - Fredensborg Ski-og Ballklubb : Champion de Norvège - Śląsk Wrocław : Champion de Pologne - Redbergslids IK Göteborg : Champion de Suède - Grasshopper Club Zurich : Champion de Suisse - HC Dukla Prague : Champion de Tchécoslovaquie - Rukometni klub Zagreb : Champion de Yougoslavie | - Fredensborg Ski-og Ballklubb : Champion de Norvège - Śląsk Wrocław : Champion de Pologne - Redbergslids IK Göteborg : Champion de Suède - Grasshopper Club Zurich : Champion de Suisse - HC Dukla Prague : Champion de Tchécoslovaquie - Rukometni klub Zagreb : Champion de Yougoslavie | - Fredensborg Ski-og Ballklubb : Champion de Norvège - Śląsk Wrocław : Champion de Pologne - Redbergslids IK Göteborg : Champion de Suède - Grasshopper Club Zurich : Champion de Suisse - HC Dukla Prague : Champion de Tchécoslovaquie - Rukometni klub Zagreb : Champion de Yougoslavie | - Fredensborg Ski-og Ballklubb : Champion de Norvège - Śląsk Wrocław : Champion de Pologne - Redbergslids IK Göteborg : Champion de Suède - Grasshopper Club Zurich : Champion de Suisse - HC Dukla Prague : Champion de Tchécoslovaquie - Rukometni klub Zagreb : Champion de Yougoslavie | - Fredensborg Ski-og Ballklubb : Champion de Norvège - Śląsk Wrocław : Champion de Pologne - Redbergslids IK Göteborg : Champion de Suède - Grasshopper Club Zurich : Champion de Suisse - HC Dukla Prague : Champion de Tchécoslovaquie - Rukometni klub Zagreb : Champion de Yougoslavie | - Fredensborg Ski-og Ballklubb : Champion de Norvège - Śląsk Wrocław : Champion de Pologne - Redbergslids IK Göteborg : Champion de Suède - Grasshopper Club Zurich : Champion de Suisse - HC Dukla Prague : Champion de Tchécoslovaquie - Rukometni klub Zagreb : Champion de Yougoslavie | - Fredensborg Ski-og Ballklubb : Champion de Norvège - Śląsk Wrocław : Champion de Pologne - Redbergslids IK Göteborg : Champion de Suède - Grasshopper Club Zurich : Champion de Suisse - HC Dukla Prague : Champion de Tchécoslovaquie - Rukometni klub Zagreb : Champion de Yougoslavie | - Fredensborg Ski-og Ballklubb : Champion de Norvège - Śląsk Wrocław : Champion de Pologne - Redbergslids IK Göteborg : Champion de Suède - Grasshopper Club Zurich : Champion de Suisse - HC Dukla Prague : Champion de Tchécoslovaquie - Rukometni klub Zagreb : Champion de Yougoslavie | - Fredensborg Ski-og Ballklubb : Champion de Norvège - Śląsk Wrocław : Champion de Pologne - Redbergslids IK Göteborg : Champion de Suède - Grasshopper Club Zurich : Champion de Suisse - HC Dukla Prague : Champion de Tchécoslovaquie - Rukometni klub Zagreb : Champion de Yougoslavie | - Fredensborg Ski-og Ballklubb : Champion de Norvège - Śląsk Wrocław : Champion de Pologne - Redbergslids IK Göteborg : Champion de Suède - Grasshopper Club Zurich : Champion de Suisse - HC Dukla Prague : Champion de Tchécoslovaquie - Rukometni klub Zagreb : Champion de Yougoslavie | - Fredensborg Ski-og Ballklubb : Champion de Norvège - Śląsk Wrocław : Champion de Pologne - Redbergslids IK Göteborg : Champion de Suède - Grasshopper Club Zurich : Champion de Suisse - HC Dukla Prague : Champion de Tchécoslovaquie - Rukometni klub Zagreb : Champion de Yougoslavie |
| tour préliminaire | | | | | | | | | | | | | | | | | | | | | | | | | | | | | |
| - Rapid Vienne : champion d'Autriche - ROC Flémallois : Champion de Belgique 1965 - VIF G. Dimitrov : Champion de Bulgarie | - Rapid Vienne : champion d'Autriche - ROC Flémallois : Champion de Belgique 1965 - VIF G. Dimitrov : Champion de Bulgarie | - Rapid Vienne : champion d'Autriche - ROC Flémallois : Champion de Belgique 1965 - VIF G. Dimitrov : Champion de Bulgarie | - Rapid Vienne : champion d'Autriche - ROC Flémallois : Champion de Belgique 1965 - VIF G. Dimitrov : Champion de Bulgarie | - Rapid Vienne : champion d'Autriche - ROC Flémallois : Champion de Belgique 1965 - VIF G. Dimitrov : Champion de Bulgarie | - Rapid Vienne : champion d'Autriche - ROC Flémallois : Champion de Belgique 1965 - VIF G. Dimitrov : Champion de Bulgarie | - Rapid Vienne : champion d'Autriche - ROC Flémallois : Champion de Belgique 1965 - VIF G. Dimitrov : Champion de Bulgarie | - Rapid Vienne : champion d'Autriche - ROC Flémallois : Champion de Belgique 1965 - VIF G. Dimitrov : Champion de Bulgarie | - Rapid Vienne : champion d'Autriche - ROC Flémallois : Champion de Belgique 1965 - VIF G. Dimitrov : Champion de Bulgarie | - Rapid Vienne : champion d'Autriche - ROC Flémallois : Champion de Belgique 1965 - VIF G. Dimitrov : Champion de Bulgarie | - Rapid Vienne : champion d'Autriche - ROC Flémallois : Champion de Belgique 1965 - VIF G. Dimitrov : Champion de Bulgarie | - Rapid Vienne : champion d'Autriche - ROC Flémallois : Champion de Belgique 1965 - VIF G. Dimitrov : Champion de Bulgarie | - Rapid Vienne : champion d'Autriche - ROC Flémallois : Champion de Belgique 1965 - VIF G. Dimitrov : Champion de Bulgarie | - Rapid Vienne : champion d'Autriche - ROC Flémallois : Champion de Belgique 1965 - VIF G. Dimitrov : Champion de Bulgarie | - Rapid Vienne : champion d'Autriche - ROC Flémallois : Champion de Belgique 1965 - VIF G. Dimitrov : Champion de Bulgarie | - Operatie '55 La Haye : Champion des Pays-Bas - Futebol Clube do Porto : Champion du Portugal - Budapest Honvéd : Champion de Hongrie | - Operatie '55 La Haye : Champion des Pays-Bas - Futebol Clube do Porto : Champion du Portugal - Budapest Honvéd : Champion de Hongrie | - Operatie '55 La Haye : Champion des Pays-Bas - Futebol Clube do Porto : Champion du Portugal - Budapest Honvéd : Champion de Hongrie | - Operatie '55 La Haye : Champion des Pays-Bas - Futebol Clube do Porto : Champion du Portugal - Budapest Honvéd : Champion de Hongrie | - Operatie '55 La Haye : Champion des Pays-Bas - Futebol Clube do Porto : Champion du Portugal - Budapest Honvéd : Champion de Hongrie | - Operatie '55 La Haye : Champion des Pays-Bas - Futebol Clube do Porto : Champion du Portugal - Budapest Honvéd : Champion de Hongrie | - Operatie '55 La Haye : Champion des Pays-Bas - Futebol Clube do Porto : Champion du Portugal - Budapest Honvéd : Champion de Hongrie | - Operatie '55 La Haye : Champion des Pays-Bas - Futebol Clube do Porto : Champion du Portugal - Budapest Honvéd : Champion de Hongrie | - Operatie '55 La Haye : Champion des Pays-Bas - Futebol Clube do Porto : Champion du Portugal - Budapest Honvéd : Champion de Hongrie | - Operatie '55 La Haye : Champion des Pays-Bas - Futebol Clube do Porto : Champion du Portugal - Budapest Honvéd : Champion de Hongrie | - Operatie '55 La Haye : Champion des Pays-Bas - Futebol Clube do Porto : Champion du Portugal - Budapest Honvéd : Champion de Hongrie | - Operatie '55 La Haye : Champion des Pays-Bas - Futebol Clube do Porto : Champion du Portugal - Budapest Honvéd : Champion de Hongrie | - Operatie '55 La Haye : Champion des Pays-Bas - Futebol Clube do Porto : Champion du Portugal - Budapest Honvéd : Champion de Hongrie | - Operatie '55 La Haye : Champion des Pays-Bas - Futebol Clube do Porto : Champion du Portugal - Budapest Honvéd : Champion de Hongrie | - Operatie '55 La Haye : Champion des Pays-Bas - Futebol Clube do Porto : Champion du Portugal - Budapest Honvéd : Champion de Hongrie |

À noter l'absence des champions de Roumanie (le Dinamo Bucarest s'est engagé trop tardivement) et d'URSS (la demande d'engagement est arrivée deux mois après la clôture). La Fédération française de handball a proposé à la Fédération internationale de handball d'opposer en match supplémentaire au tour préliminaire, le champion soviétique au champion roumain alors que parallèlement la France, voulant bien renoncer à son exemption du premier tour, était candidate pour jouer le tour préliminaire contre le champion du Luxembourg par exemple. MM. Albert Wagner (secrétaire général de l'IHF) et Emil Horle (commission technique de l'IHF) ont estimé souhaitable de s'en tenir au calendrier et à l'ordre des rencontres établi normalement aux dates prévues.

## Résultats

### Tour préliminaire
Les oppositions ont été définies à l'occasion d'une réunion qui s'est tenue à Zurich le 4 septembre. Le premier club nommé reçoit dans sa salle au match
aller et tous les matchs devaient être terminés avant le 15 novembre 1965.
Les résultats du tour préliminaire sont :
| Équipe               | Aller   | Total   | Retour  | Équipe             |
| -------------------- | ------- | ------- | ------- | ------------------ |
| Rapid Vienne         | 15 – 15 | 35 – 31 | 20 – 16 | ROC Flémallois     |
| Operatie '55 La Haye | 18 – 10 | 35 – 32 | 17 – 22 | FC Porto           |
| Budapest Honvéd      | 32 – 15 | 52 – 31 | 20 – 16 | VIF Dimitrov Sofia |

À noter que le Rapid Vienne s'est plaint du fait que le ROC Flémallois joue son match sur un terrain de plein air. Le champion d'Autriche estime la formule hasardeuse en raison même du caractère de la compétition qui s'impose en salle et enfin en raison des conditions climatiques toujours aléatoires en période
hivernale.

### Huitièmes de finale
Le tirage au sort des huitièmes de finale était prévu à Paris, le mardi 17 novembre 1965, à 18 h 30, dans les salons du Journal « L'Equipe », 10, rue du Faubourg Montmartre.
Les résultats des huitièmes de finale sont :
| Équipe               | Aller   | Total    | Retour  | Équipe               |
| -------------------- | ------- | -------- | ------- | -------------------- |
| HB Dudelange         | 9 – 27  | 32 – 65  | 23 – 38 | SC DHfK Leipzig      |
| RK Zagreb            | 30 – 16 | 47 – 31  | 17 – 15 | SMUC Marseille       |
| Frisch Auf Göppingen | 7 – 11  | 17 – 32  | 10 – 21 | HC Dukla Prague      |
| FH Hafnarfjörður     | 19 – 15 | 35 – 28  | 16 – 13 | IK Fredensborg Oslo  |
| Redbergslids IK      | 21 – 20 | 41 – 34  | 20 – 14 | Operatie '55 La Haye |
| WKS Śląsk Wrocław    | 27 – 18 | 41 – 38* | 14 – 20 | Aarhus KFUM          |
| Grasshopper Zurich   | 20 – 12 | 35 – 23  | 15 – 11 | Rapid Vienne         |
| Atlético de Madrid   | 16 – 17 | 31 – 45  | 15 – 28 | Budapest Honvéd      |

*À la suite d'une réclamation du Aarhus KFUM portant sur la qualification de deux joueurs polonais, l’IHF a décidé de donner match perdu sur tapis vert au WKS Śląsk Wrocław : c'est donc Aarhus qui est qualifié.

### Tableau de la phase finale
| \| Leipzig Madrid Zagreb Göteborg Zürich Hafnarfjörður Aarhus Budapest Prague \| Localisation des équipes en phase finale. |
| Leipzig Madrid Zagreb Göteborg Zürich Hafnarfjörður Aarhus Budapest Prague                                                 |

|  | Quarts de finale        | Quarts de finale        | Quarts de finale | Quarts de finale |                 |                 | Demi-finales | Demi-finales | Demi-finales | Demi-finales |  |  | Finale                | Finale | Finale | Finale |
|  |                         |                         |                  |                  |                 |                 |              |              |              |              |  |  |                       |        |        |        |
|  |                         |                         |                  |                  |                 |                 |              |              |              |              |  |  | 22 avril 1966 - Paris |        |        |        |
|  |                         |                         |                  |                  |                 |                 |              |              |              |              |  |  |                       |        |        |        |
|  | RK Zagreb               | RK Zagreb               | 14               | 15               |                 |                 |              |              |              |              |  |  |                       |        |        |        |
|  | RK Zagreb               | RK Zagreb               | 14               | 15               |                 |                 |              |              |              |              |  |  |                       |        |        |        |
|  | SC DHfK Leipzig         | SC DHfK Leipzig         | 18               | 17               |                 |                 |              |              |              |              |  |  |                       |        |        |        |
|  | SC DHfK Leipzig         | SC DHfK Leipzig         | 18               | 17               | SC DHfK Leipzig | SC DHfK Leipzig | 15           | 13           |              |              |  |  |                       |        |        |        |
|  |                         |                         |                  |                  | SC DHfK Leipzig | SC DHfK Leipzig | 15           | 13           |              |              |  |  |                       |        |        |        |
|  |                         |                         | HC Dukla Prague  | HC Dukla Prague  | 10              | 12              |              |              |              |              |  |  |                       |        |        |        |
|  | FH Hafnarfjörður        | FH Hafnarfjörður        | HC Dukla Prague  | HC Dukla Prague  | 10              | 12              | 15           | 16           |              |              |  |  |                       |        |        |        |
|  | FH Hafnarfjörður        | FH Hafnarfjörður        |                  |                  |                 |                 |              | 16           |              |              |  |  |                       |        |        |        |
|  | HC Dukla Prague         | HC Dukla Prague         | 20               | 23               |                 |                 |              |              |              |              |  |  |                       |        |        |        |
|  | HC Dukla Prague         | HC Dukla Prague         | 20               | 23               | SC DHfK Leipzig | SC DHfK Leipzig | 16           | 16           |              |              |  |  |                       |        |        |        |
|  |                         |                         |                  |                  | SC DHfK Leipzig | SC DHfK Leipzig | 16           | 16           |              |              |  |  |                       |        |        |        |
|  |                         |                         | Budapest Honvéd  | Budapest Honvéd  | 14              | 14              |              |              |              |              |  |  |                       |        |        |        |
|  | Budapest Honvéd         | Budapest Honvéd         | Budapest Honvéd  | Budapest Honvéd  | 14              | 14              | 22           | 22           |              |              |  |  |                       |        |        |        |
|  | Budapest Honvéd         | Budapest Honvéd         |                  |                  |                 |                 |              |              |              |              |  |  |                       |        |        |        |
|  | Grasshopper Club Zurich | Grasshopper Club Zurich | 15               | 13               |                 |                 |              |              |              |              |  |  |                       |        |        |        |
|  | Grasshopper Club Zurich | Grasshopper Club Zurich | 15               | 13               | Budapest Honvéd | Budapest Honvéd | 25           | 16           |              |              |  |  |                       |        |        |        |
|  |                         |                         |                  |                  | Budapest Honvéd | Budapest Honvéd | 25           | 16           |              |              |  |  |                       |        |        |        |
|  |                         |                         | Aarhus KFUM      | Aarhus KFUM      | 12              | 25              |              |              |              |              |  |  |                       |        |        |        |
|  | Aarhus KFUM             | Aarhus KFUM             | Aarhus KFUM      | Aarhus KFUM      | 12              | 25              | 24           | 26           |              |              |  |  |                       |        |        |        |
|  | Aarhus KFUM             | Aarhus KFUM             |                  |                  |                 |                 |              | 26           |              |              |  |  |                       |        |        |        |
|  | Redbergslids IK         | Redbergslids IK         | 18               | 16               |                 |                 |              |              |              |              |  |  |                       |        |        |        |
|  | Redbergslids IK         | Redbergslids IK         | 18               | 16               |                 |                 |              |              |              |              |  |  |                       |        |        |        |
|  |                         |                         |                  |                  |                 |                 |              |              |              |              |  |  |                       |        |        |        |

### Quarts de finale
Les résultats des quarts de finale sont :
| Équipe           | Aller   | Total   | Retour  | Équipe             |
| ---------------- | ------- | ------- | ------- | ------------------ |
| RK Zagreb        | 14 – 18 | 29 – 35 | 15 – 17 | SC DHfK Leipzig    |
| FH Hafnarfjörður | 15 – 20 | 31 – 43 | 16 – 23 | HC Dukla Prague    |
| Aarhus KFUM      | 24 – 18 | 50 – 34 | 26 – 16 | Redbergslids IK    |
| Budapest Honvéd  | 22 – 15 | 44 – 28 | 22 – 13 | Grasshopper Zurich |

### Demi-finales
| Équipe          | Aller   | Total   | Retour  | Équipe          |
| --------------- | ------- | ------- | ------- | --------------- |
| SC DHfK Leipzig | 15 – 10 | 28 – 22 | 13 – 12 | HC Dukla Prague |
| Budapest Honvéd | 25 – 12 | 41 – 37 | 16 – 25 | Aarhus KFUM     |

### Finale
Le Vélodrome d'Hiver n'étant pas disponible, la finale, disputée sur une seule rencontre, a eu lieu devant 4 000 spectateurs au stade Pierre-de-Coubertin de Paris en France le vendredi 22 avril 1966,, :
| Équipe 1        | Résultat      | Équipe 2        |
| --------------- | ------------- | --------------- |
| SC DHfK Leipzig | 16 – 14 (9-7) | Budapest Honvéd |

## Le champion d'Europe
| Champion d'Europe - Coupe des clubs champions 1965-1966 SC DHfK Leipzig 1er titre |

L'effectif du SC DHfK Leipzig était, :
- Klaus Franke (GB)
- Peter Randt (arrière)
- Klaus Langhoff (arrière)
- Paul Tiedemann (de)  (arrière)
- Lothar Fährmann (arrière)
- Hans-Jürgen Eichhorn (ailier)
- Erwin Kaldarasch (de) (ailier)
- Otto Hölke (ailier)
- Rolf Schmitt (pivot)
- Hans-Dieter Wöhler (arrière)
- Wolf-Dietrich Neiling (pivot)
- Bodo Fischer (GB)
- Hans-Gert Stein (entraîneur)
- Kurt Tittel (médecin)

L'effectif du Budapest Honvéd, entraîné par Rezső Dékán, était, : Gyula Széplaki, Péter Kadarabek, István Varga, András Fenyő, László Vitkai, László Kovács, Gyula Braunsteiner (Baranyai), János Adorján, Mocsar, Zoltán Juhász, László Badó, János Soós, Attila Tószegi, Árpád Páll et Róbert Rosenberszky.